# Peltaster micropeltus
Espèce
Peltaster micropeltus est une espèce d'étoile de mer de la famille des Goniasteridae.

## Localité
Cette espèce se rencontre à Hawaii.